# 乌连戈伊
乌连戈伊（羅馬化：Urengoy）是俄罗斯亚马尔-涅涅茨自治区普尔区唯一的一座市级镇，同时也是该区第二大聚居地，仅次于行政中心塔尔科萨列。地处亚马尔-涅涅茨自治区东部，位于普尔河畔，在区行政中心塔尔科萨列北偏东、自治区首府萨列哈尔德东偏南方。附近城市除区行政中心外有新乌连戈伊。
距离最近的火车站是坐落于普尔河左岸的科罗恰耶沃站，位于秋明－苏尔古特－新乌连戈伊线上。
该地2022年人口有10,112人；2010年人口10,066；2002年人口9,329；1989年人口11,868。